# Tecticeps anophthalmus
Tecticeps anophthalmus là một loài chân đều trong họ Tecticipitidae. Loài này được Birstein miêu tả khoa học năm 1963.